# Marjorie Reeves

Marjorie Reeves

Marjorie Ethel Reeves (Bratton, 17 luglio 1905 – Oxford, 27 novembre 2003) è stata una storica britannica.

## Biografia
Studiò fino alle scuole superiori a Trowbridge, nella contea di Wiltshire in Gran Bretagna e si laureò poi nel 1926 al St. Hugh's College di Oxford, in storia moderna. Fu una donna molto semplice che adorava la compagnia e la gioia delle piccole cose.
Iniziò subito l'attività di insegnante che la accompagnò per tutta la vita, anche se poi divenne più nota per la sua attività di storica. Il suo primo incarico fu alla Roan School di Greenwich dove rimase per due anni dal 1927 al 1929. Passò poi al Westfield College di Londra dove insegnò per altri due anni e poi al altri incarichi, prima di assumere la cattedra di storia al St. Anne's College di Oxford dove rimase per trentasei anni, fino al 1974. Fu anche consulente del Ministero dell'Educazione inglese dal 1947 al 1961.
La sua attività di storica ebbe inizio mentre insegnava a Londra agli inizi degli anni trenta ma scoprì dopo alcuni anni, presso il St. Anne's College il manoscritto del Liber Figurarum dell'abate Gioacchino da Fiore, curandone l'edizione critica insieme con Beatrice Hirsch-Reich e Leone Tondelli. Nel 1946 incontrò il massimo studioso del pensiero di Gioacchino, il tedesco Herbert Grundmann, mentre negli anni cinquanta compì il primo di tanti viaggi in Italia. Scrisse un saggio nel 1969 dal titolo Joachim of Fiore and the Myth of the Eternal Evangel in the Nineteenth and Twentieth Centuries.
Ella si recò più volte nella città di San Giovanni in Fiore, inizialmente rimanendo sbigottita dalla povertà economica e culturale del paese nei primi anni '50. Poi però, nei decenni successivi, grazie anche all'istituzione del Centro Studi, al suo primo congresso internazionale, e all'apertura dell'Abbazia Florense nel 1989, la studiosa, invitata all'inaugurazione dei vari eventi, si sentì profondamente commossa dal <<rinnovato pensiero di Gioacchino, dal ritorno del suo spirito fra le mura cittadine e dal ritrovato entusiasmo popolare, che per una volta ancora, rivedevano nella figura dell'Abate, la memoria di un popolo intero>>.
Ad oggi la Reeves è ritenuta la più grande conoscitrice del pensiero di Gioacchino da Fiore, ed anche per questo motivo le fu conferita la cittadinanza onoraria di San Giovanni in Fiore. Lo studio portato avanti dalla Reeves è di enorme e profondo valore, poiché proprio grazie al suo interesse per Gioacchino, ed ai relativi studi ha fatto conoscere Gioacchino e il suo pensiero, in molte università degli Stati Uniti. Ed è sempre grazie alla Reeves che si è diffuso a livello internazionale il pensiero gioachimita, un pensiero che ha influenzato anche le tendenze artistiche del periodo contemporaneo, come nel movimento della New Age.
Incoraggiò anche altri suoi colleghi a studiare assieme a lei la vita di Gioacchino e decise di pubblicare nel 1992, Prophetic Rome in the High Renaissance Period, al quale partecipò con la prefazione ed un articolo.
Nel corso della sua lunga esistenza viaggiò diffusamente in Europa e negli Stati Uniti ed in particolare a San Giovanni in Fiore che divenne una delle sue mete estive preferite.
Insegnò, storia medioevale, per alcuni anni, alla Columbia University di New York ed alla University of California a Berkeley vicino a San Francisco in California.
Morì, all'età di 98 anni, nella sua casa di Oxford che fu la sua città di residenza per oltre la metà della sua vita.